# Las aventuras de Sherlock Holmes (serie de videojuegos)
Las Aventuras de Sherlock Holmes es una serie de videojuegos de aventuras, desarrollado por Frogwares, y basados en la famosa obra de Arthur Conan Doyle Las aventuras de Sherlock Holmes, con el famoso detective Sherlock Holmes y su compañero el Dr. John H. Watson. Mientras que la franquicia está basada en Las aventuras de Sherlock Holmes, y se inspira en ella, cada juego tiene una trama e historia ficticias.

## Información general
Cada juego de la serie te permite controlar a Holmes o al Dr. Watson ya sea en perspectiva de primera persona o tercera persona. Esta serie de videojuegos de aventuras se compone principalmente de puzles para resolver durante el curso del juego, tanto por el uso de la deducción de Holmes y de la ayuda de Watson. También consiste en buscar pistas y pruebas escondidas en el escenario, donde Holmes debe tomar estas evidencias de vuelta a su laboratorio (tanto en su famoso piso 221 B Baker St. y en otros lugares) y examinarlo bajo un microscopio o cocinarlo con otros disolventes en un artefacto mecánico para separar los elementos. También puedes usar un bisturí o unas pinzas justo en un pedazo de evidencia enlozada bajo el microscopio. 
El principal objetivo del juego es resolver el misterio principal de la historia, y también tomar un poco de investigación secundaria no es necesario en la trama. La serie lleva a Holmes a otros lugares como Nueva Orleans, Suiza, Escocia y otros.

## La serie

### Sherlock Holmes: El Misterio de la Momia
Originalmente desarrollado para Microsoft Windows, la primera serie comenzó en septiembre de 2002 con Sherlock Holmes: El Misterio de la Momia, que ofreció una perspectiva en primera persona y siguió a Sherlock Holmes y el Dr. Watson investigando la mansión de un arqueólogo británico. El juego fue resucitado y expandido para Nintendo DS y para la Wii todos utilizando el lápiz óptico del DS y el Wii-mote para resolver puzles.

### Sherlock Holmes: el Pendiente de Plata
El segundo juego de la serie, Sherlock Holmes: el Pendiente de Plata, siguió en octubre de 2004, que contó con una perspectiva en tercera persona. La trama cuenta con Holmes y Watson investigando el asesinato de un magnate de la construcción, Sir Melvyn Bromsby, con su hija, Lavinia, entre los sospechosos.

### Sherlock Holmes: La Aventura
El tercer juego de la serie, Sherlock Holmes: La Aventura, fue lanzado el 24 de noviembre de 2006, y cuenta con una nueva perspectiva en primera persona. El juego sigue una trama original como Holmes y el Dr. Watson investigan una serie de extrañas desapariciones relacionadas con los Mitos de Cthulhu. El primero de la serie en ofrecer elementos sobrenaturales tales como los Mitos, el juego fue aclamado por la crítica en las revisiones por numerosas fuentes, incluyendo GameSpot, que le dio al juego una puntuación de 8.3 sobre 10, elogiando al juego por su historia y afirmando que se contó "brillantemente" y llamándolo "Victoriana infundida con Cthulhu". Una versión remasterizada fue lanzada en 2008, que ofrece un modo de juego con perspectiva en tercera persona, además de la perspectiva en primera persona. Este juego ganó el Mejor uso de una licencia de GameSpot y ha sido aclamado por la crítica y un gran impacto en Frogwares.

### Sherlock Holmes y el rey de los ladrones
El cuarto juego de la serie, Sherlock Holmes y el rey de los ladrones, fue lanzado en el tercer trimestre de 2007. El antagonista del juego es Arsène Lupin, un ladrón de guante blanco ficticio creado por el escritor francés Maurice Leblanc. El juego comienza en la residencia de Holmes en el 221B Baker Street en Londres, donde Holmes está tocando su violín mientras Dr. Watson le pregunta qué le está molestando. Entre las cartas esparcidas sobre la mesa, encuentran una carta de Lupin desafiando a Holmes para salvar a Inglaterra de la vergüenza al evitar que robe cinco cosas de gran valor para el país. El juego consta de poemas, puzles y tareas que toma Holmes a partir de una idea a otra.

### Sherlock Holmes: El Misterio de la Alfombra Persa
El juego fue lanzado en 2008.

### Sherlock Holmes contra Jack el Destripador
A finales de 2008, una quinta entrega fue anunciada; Sherlock Holmes contra Jack el Destripador fue lanzado en marzo de 2009 y tenía a Sherlock Holmes contra el infame asesino en serie Jack el Destripador. Este es el primer juego de la serie en ser lanzado en una consola, específicamente Xbox 360.

### Sherlock Holmes y el Misterio de la Casa Osborne
El juego es el primero de la serie en ser hecho y publicado para Nintendo DS. Donde Holmes descubre un robo profundo y conspiración en el Palacio de Buckingham.

### El Testamento de Sherlock Holmes
En septiembre de 2009, hubo rumores de la sexta entrega. El juego, titulado El Testamento de Sherlock Holmes y anunciado en abril de 2010, es el primero de la serie en ser diseñado específicamente para la PlayStation 3 y Xbox 360 en lugar de sólo PC. El juego fue lanzado en Europa el 20 de septiembre de 2012 y en Norteamérica el 25 de septiembre de 2012.

## Elementos en común

### Temáticas
El tema principal del juego ve a Holmes como un detective consultor. Cuando la policía local y Scotland Yard busca la ayuda de Holmes para resolver sus casos. Los civiles (en su mayoría caballeros y aristócratas) también piden la ayuda de Holmes. El juego emplea un misterio único objetivo que constituye la trama del juego, con Holmes ya sea asignado a este caso o sobre Holmes consiguiendo meterse en ella y trata de acabar con esta él mismo. También hay muchas otras misiones secundarias e investigación repartidos por todo el juego. Estas misiones secundarias vienen con Holmes tratando de ayudar a la policía o a una persona a la que se le produjo. Pero muchas de estas misiones también muestran a Holmes felizmente haciendo una dura investigación para presumir. Como en Sherlock Holmes: La Aventura, donde después de hacer una investigación por diversión en una biblioteca, él groseramente hace al bibliotecario confesar que estaba enamorado de una botánica. Aunque al final Holmes le da al bibliotecario consejos de amor para levantarle el ánimo.
Los juegos de la serie también ponen a Holmes en contra de otras obras, tanto ficticias como de hechos reales. Cthulhu en la Aventura, Arsène Lupin en el Rey de los Ladrones, Jack el Destripador en el quinto juego y el Profesor Moriarty en el séptimo juego. La trama de algunos de estos juegos tiene elementos de terror instalados en ellos, donde los asesinatos y los misterios oscuros son frecuentes. La sangre y las mutilaciones sangrientas en la historia son muy vistas en los juegos posteriores.
En el juego El Testamento de Sherlock Holmes vemos a Holmes como perdiendo la confianza de Londres y siendo incriminado por algo en un caso, e utiliza temas de habilidades de la supervivencia de la ciudad para probar su inocencia. Holmes ahora apoya fuertemente los rumores, y debe tomar alguna pista mientras que evade los ojos enemigos. Él también usa el chantaje, la interrogación, la falsificación, y otros actos tortuosos nunca antes vistos en los anteriores juegos de la serie.

### Objetos y herramientas
A lo largo del juego Holmes utiliza su lupa. Útil cuando inspecciona la escena del crimen, cuerpos mutilados, huellas dactilares, cuchilladas y rasguños, y sobre todo para buscar pruebas. Es el único elemento utilizado y apareció sobre todo en la serie.
Él también usa su microscopio para verificar pistas ocultas a simple vista. Tiene un amplio equipo de química en su piso que utiliza para disolver solutos, diseccionar las pistas para encontrar evidencia. El juego también proporciona exploración para encontrar elementos que Holmes puede utilizar más adelante en el juego y ayudar a resolver el caso.

### Jugabilidad
Gran parte del juego consiste de temas y jugabilidad encontrados en un juego de aventura clásica. Se hace gran énfasis en la exploración del paisaje de mundo abierto del juego, donde las pistas se ocultan en él. La jugabilidad de apuntar y hacer clic son también frecuentes, y también con la jugabilidad de simulación para resolver el misterio. El juego también permite a los jugadores interrogar y cuestionar a ciertas personas para reunir toda la evidencia para ayudar en la investigación. También hay ejemplos donde Holmes se pone un disfraz y se infiltra en un lugar hostil para obtener más pruebas.
La serie permite al jugador jugar tanto como Holmes y Watson, ya sea en perspectiva de primera persona y tercera persona. Jugar con Holmes incluye en gran parte investigaciones y buscar evidencia para llegar a una conclusión. Mientras que con Watson hay que hacer recados para Holmes y ayudar en la investigación. Sin embargo, hay momentos en los que el juego se desplaza a su punto de vista, donde a veces retoma la investigación para sí mismo.
El primer juego Sherlock Holmes: El Misterio de la Momia fue el primero en establecer el modo de juego en primera persona. Sherlock Holmes: el Pendiente de Plata es una aventura de apuntar y hacer clic (controlado por ratón) en tercera persona, el primero en establecer esta jugabilidad en la serie. Al hacer clic en la dirección general que deseas ir por lo general hará que tu personaje se mueva en esa dirección. Como Holmes, te pasas el tiempo buscando pistas importantes, la mayoría de éstas son pasadas por alto por los policías. Los objetos son al menos parcialmente visibles, aunque algunos no llegan a serlo hasta que una acción en el juego las resalta. También puedes analizar varias pistas utilizando el laboratorio del escritorio de Holmes.
La Aventura fue el primer título de Frogwares en permitir que el juego tome lugar en un paisaje totalmente 3D en tiempo real y desde una perspectiva en primera persona, perdiendo los fondos pre-renderizados de su predecesor. Al igual que otros juegos de Sherlock Holmes de Frogwares éste da un ambiente de mundo abierto en todos los lugares que pueden ocultar pistas e interactuar con los NPC. El sistema de inventario guarda todos los objetos, documentos y localizaciones en el mapa para su uso posterior y también pueden utilizarse para combinar objetos. El juego puede verse desde una perspectiva de primera o tercera persona y te proporciona un icono para indicar qué acciones puede tomar Holmes en su mundo como recoger o hablar.
Sherlock Holmes contra Jack el Destripador permite a los jugadores inspeccionar cada escena del crimen, también permite reconstruir lo sucedido, tomando las piezas de evidencia y enlazarlas hasta que puedas formar conclusiones.

## Desarrollo e inspiración

### Origen
Los personajes de Sherlock Holmes y el Dr. Watson en la serie de juegos son modelados sobre la serie de ITV Las aventuras de Sherlock Holmes y las interpresentaciones de Jeremy Brett y David Burke, respectivamente.

### Gráficos y tecnología

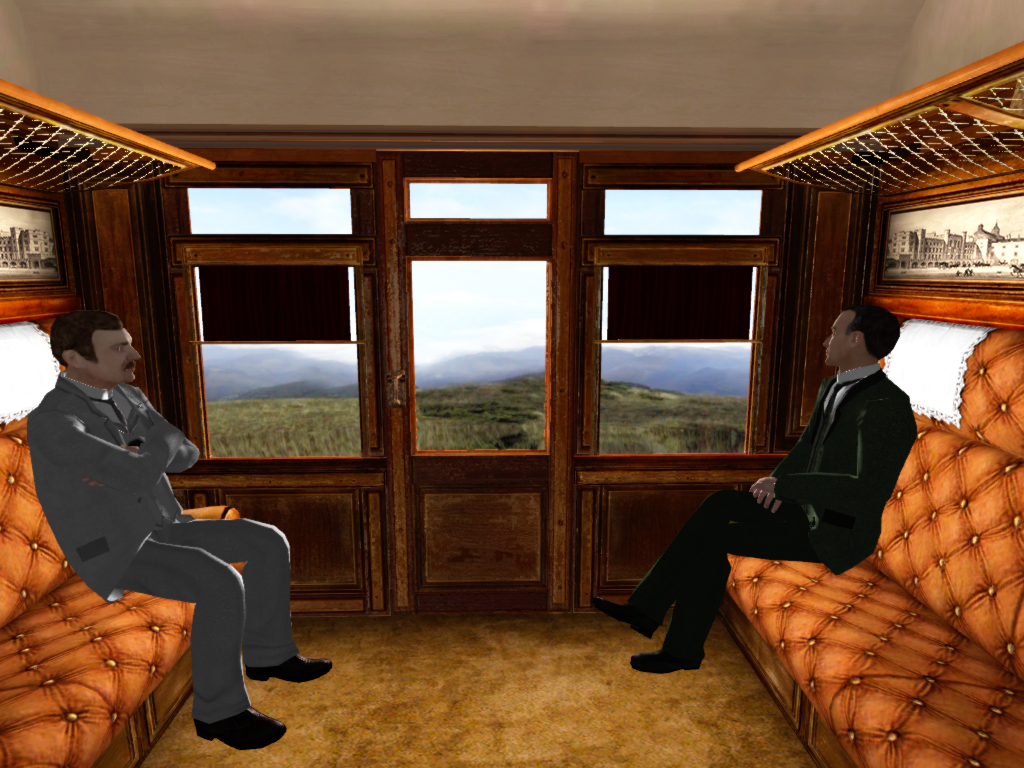
Los anteriores juegos de la serie utilizaban gráficos pre-renderizados

Los primeros juegos de la serie utilizan fondos pre-renderizados, usándolos para ocultar pistas en la escena y proporcionar un paisaje de mundo abierto accesible. Cuenta con una combinación de estilo 2D y 3D de la vista en el fondo.
La Aventura fue el primer título de Frogwares en permitir que el juego tome lugar en un paisaje totalmente 3D en tiempo real y desde una perspectiva en primera persona. Dando una escena del crimen más con sangre y más difícil de encontrar evidencias. Frogwares hizo una gran cosa en hacer que los gráficos 3D desoven mucho sin la pixelación normal excesiva que rondaba en muchos videojuegos de aventura. También es el primer juego en contar con una escena del crimen como una carnicería sangrienta en cada escena del crimen. Y por eso fue clasificado M, para adultos.
Todo esto es mezclado con una presentación frondosa de Londres del siglo XIX con un efecto de iluminación más oscuro y gráficos que muestran las callejuelas solitarias y misterios de cada escena del crimen. La calidad de los gráficos ha mejorado notablemente desde cada último juego. La animación en particular, es cada vez más suave y mucho más natural. La cámara en tercera persona también se puede mover en torno al personaje independientemente, lo que ayuda tanto a encontrar un ángulo que te haga sentir cómodo como para meterte en tu entorno mientras estás quieto.

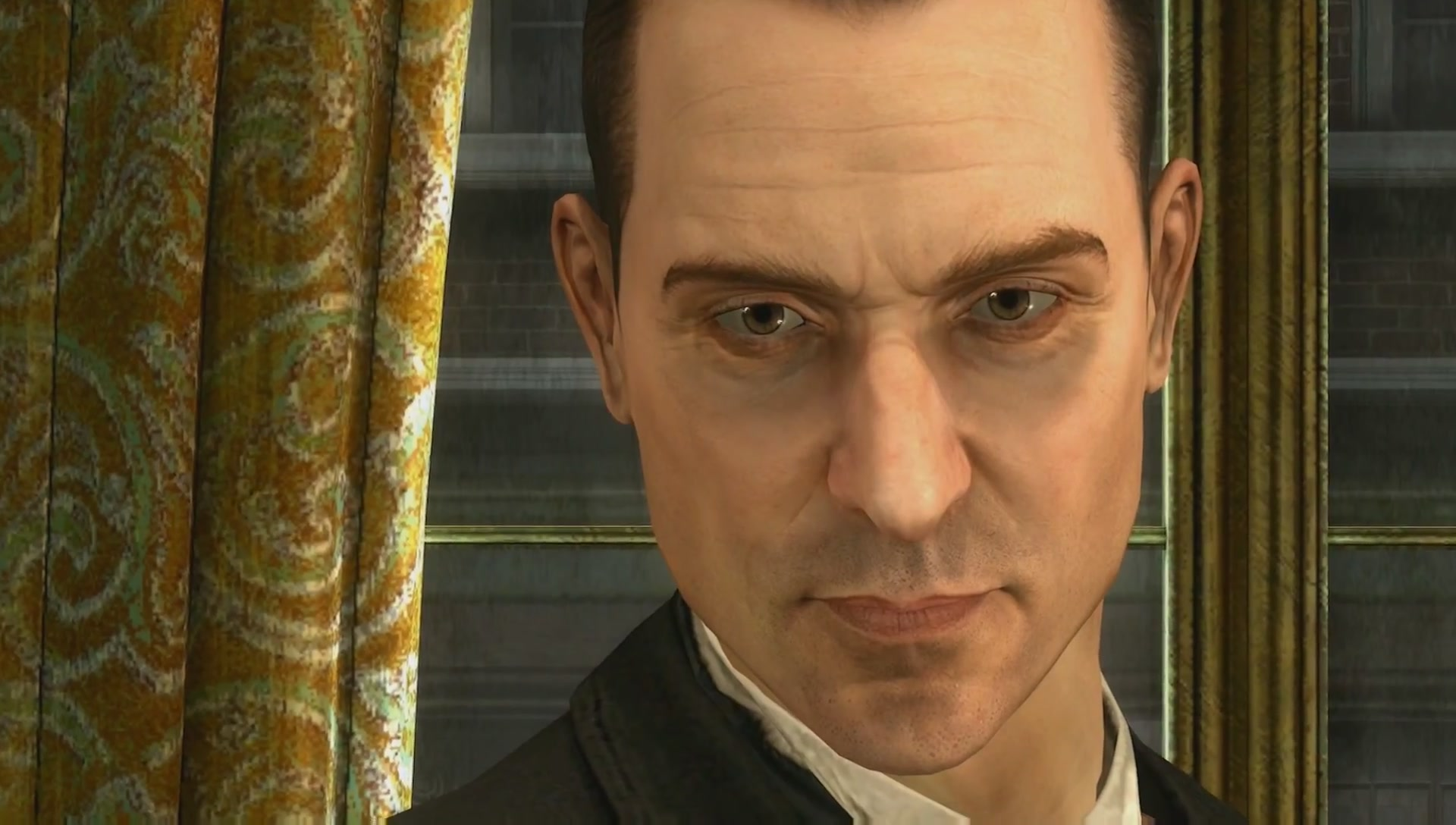
El rostro de Holmes muestra un salto en los gráficos de la serie y el uso de captura de movimiento

Estas mejoras son parte de un movimiento más amplio para atraer a más jugadores de consola. Después del último juego, Frogwares y la publicadora francesa Focus Home Interactive obtuvieron retroalimentación de los jugadores de Xbox, en particular, que querían más juegos de aventura con gráficos 3D y los valores de producción para emparejar lo que otros géneros estaban ofreciendo. Y Frogwares está ansioso por entregar, aunque los desarrolladores todavía insisten en que esto no significa olvidarse de los jugadores de PC, como algunos ya especulan.
Sherlock Holmes contra Jack el Destripador utilizaba dibujos para representar a las víctimas de asesinato, ocultando el horror de las escenas, por respeto a las víctimas históricas reales. Los nuevos juegos de la serie ya no son así (en concreto, El Testamento de Sherlock Holmes). Como los personajes aquí son puramente ficticios, no hay restricción en mostrar esta escena sangrienta en todo su esplendor.
El Testamento de Sherlock Holmes es el primero de la serie en tener un gran salto de gráficos. Donde los diseñadores utilizan la captura de movimiento para conseguir realismo en la caracterización. El juego también se beneficia de un nuevo sistema de luz y sombras, diversos tratamientos de imagen post-efectos, una voz de alta calidad y dirección cinematográfica.

## Premios y Recepción
Los juegos fueron un éxito comercial. Apodado como "Mejor Juego de Aventura de Venta para PC". Sherlock Holmes: La Aventura fue el juego de Holmes más exitoso hasta la fecha, aclamado por la crítica y los consumidores. También fue nominado "Mejor Juego de Aventura para PC de 2007" por IGN.